# GLAM
GLAM is een acroniem voor "Galleries, Libraries, Archives and Museums", oftewel galeries, bibliotheken, archieven en musea. Onder GLAM worden in principe alle instellingen verstaan die met publiek geld cultureel materiaal en erfgoed verzamelen. De term ontstond toen deze instellingen zich realiseerden dat ze gemeenschappelijke doelen hadden. Toen zij hun collecties van bijvoorbeeld kunstwerken, boeken, en documenten online zetten, bleek dat het om soortgelijke informatiebronnen ging. GLAM verzamelen waardevolle materialen en informatie en stellen ze als primaire bronnen beschikbaar aan onderzoekers en het brede publiek. Soms hebben GLAM eigen beeldbanken, maar vrijgave gebeurt bijvoorbeeld ook op Wikimedia Commons.

## GLAM-initiatieven in Nederland en België
Een voorbeeld van moderne activiteiten van GLAM in Nederland is de Rijksstudio van het Rijksmuseum Amsterdam, waarin het Rijksmuseum vanaf 2012 650.000 afbeeldingen uit zijn collectie digitaal in hoge resolutie vrijgaf en voor diverse toepassingen geschikt maakte. Nederlandse GLAM-instellingen waren ook op andere manieren actief op dit gebied: in de periode 2009-2018 werden door Nederlandse instellingen bijvoorbeeld meer dan 1,2 miljoen afbeeldingen vrij beschikbaar in Wikimedia Commons ingebracht. In België werkte de Universiteitsbibliotheek Gent samen met Google Books om meer dan 135.000 boeken te digitaliseren en online vrij te geven.
Enkele voorbeelden van vrijgegeven afbeeldingen die onder andere op Wikipedia gebruikt worden:

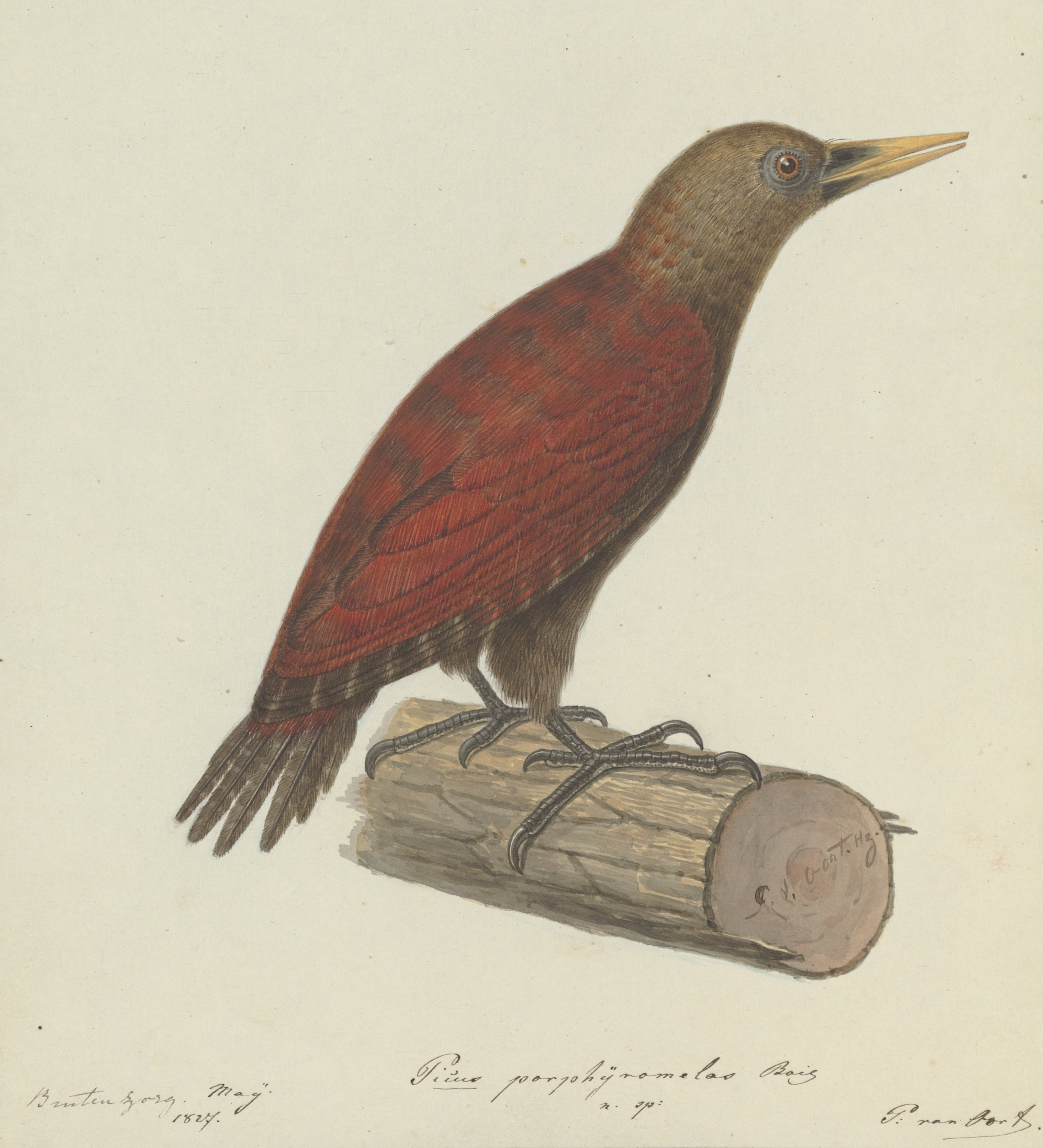
Robijnspecht (Naturalis)
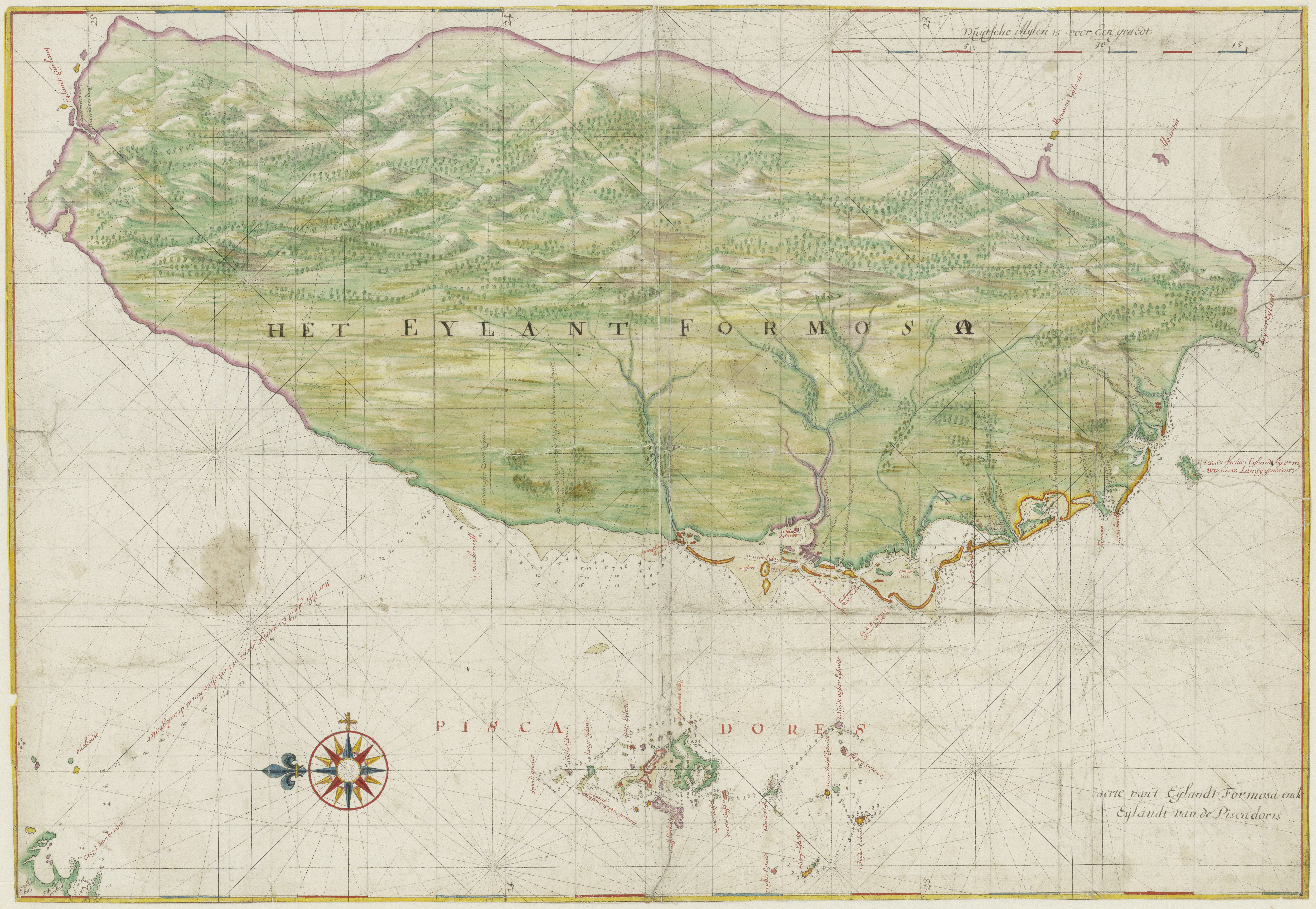
Kaart van Taiwan (1640) (Nationaal Archief)
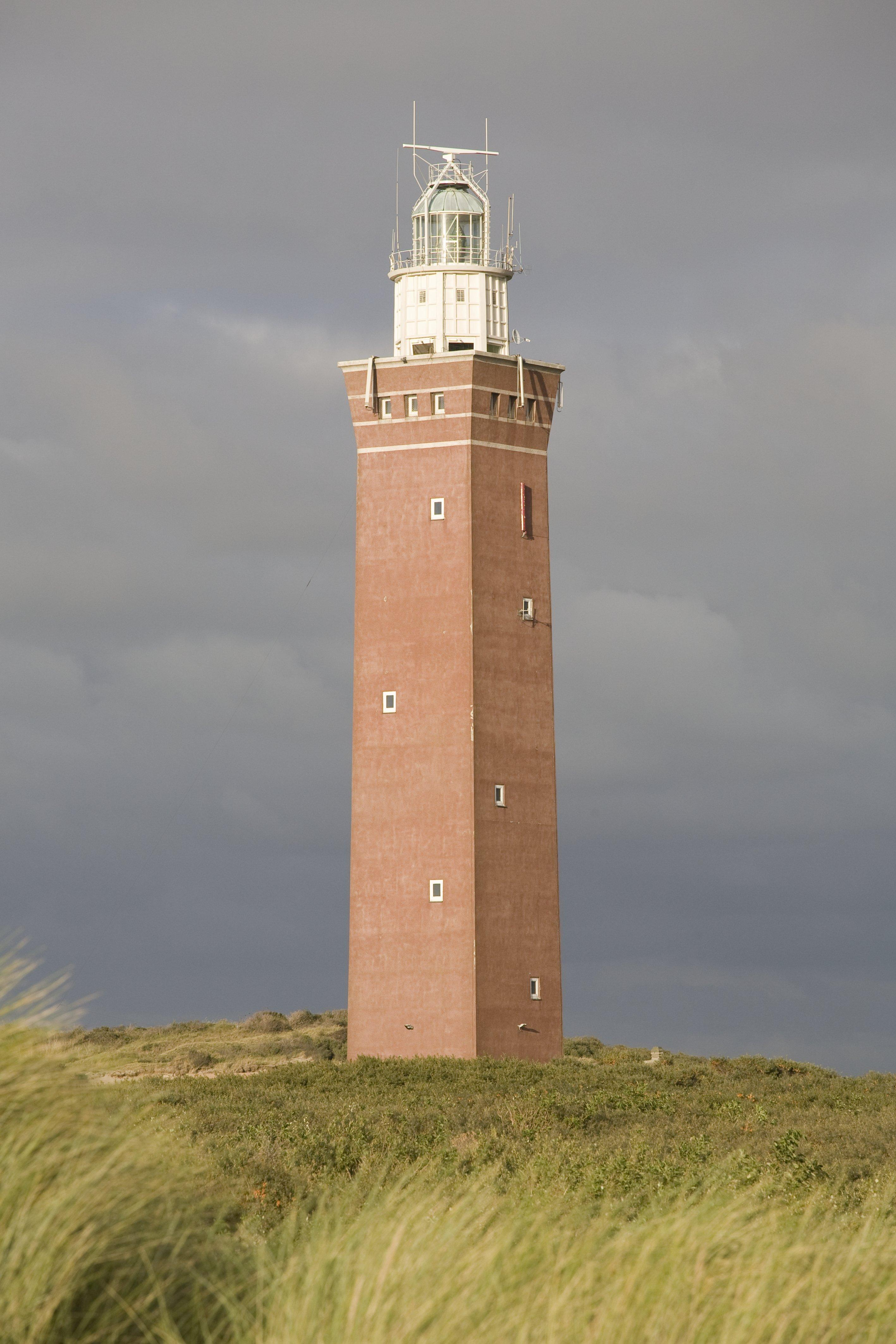
Vuurtoren Ouddorp (RCE)
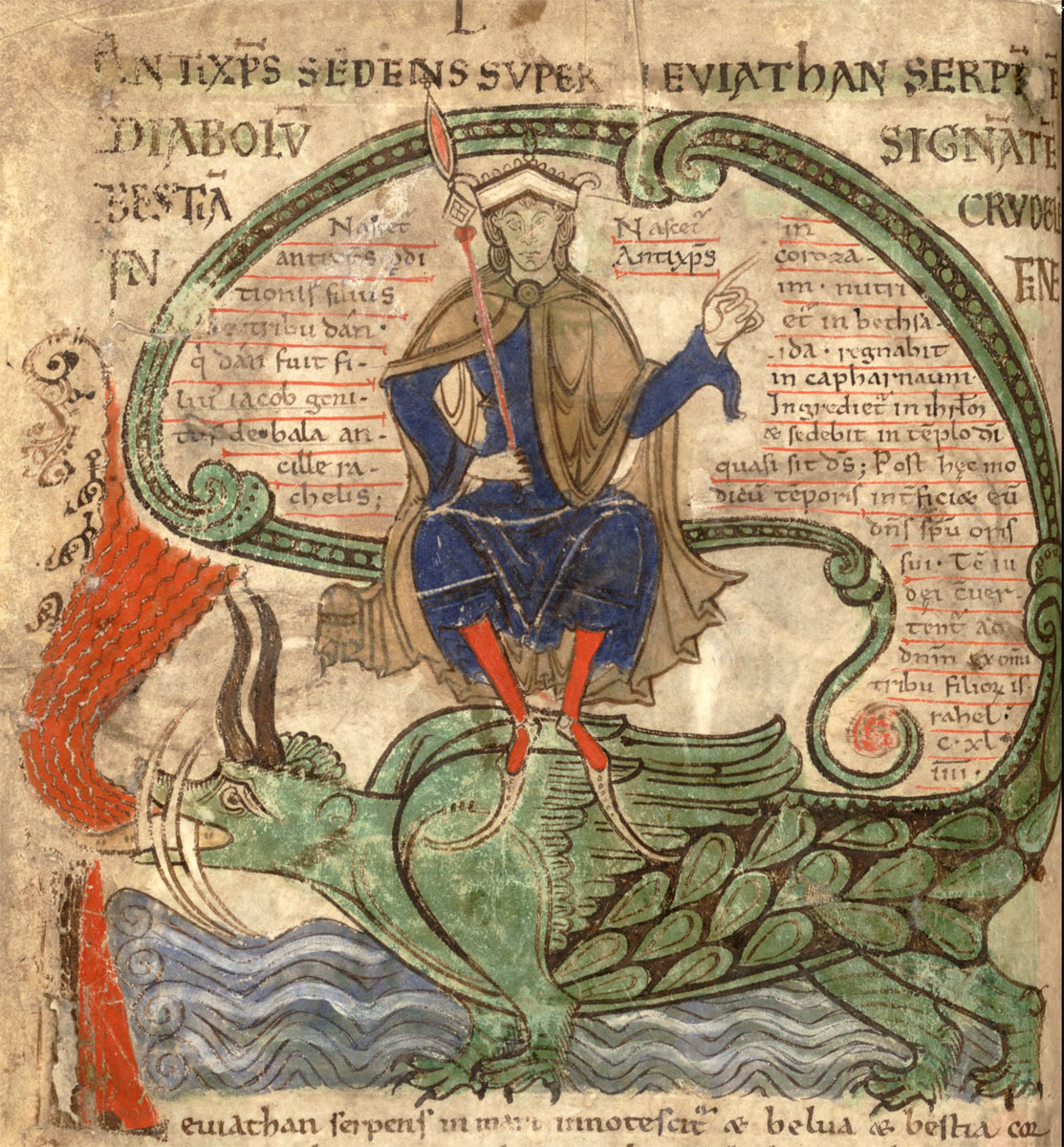
De antichrist op Leviathan (Liber floridus, Gent)